# 宇麻
宇麻（うま、生没年不明）は、7世紀の人物で、朝鮮半島南沖の済州島にあった耽羅国の人である。673年に日本に遣わされた使者の一人になった。
宇麻の名は、『日本書紀』に天武天皇2年（673年）閏6月8日の条にのみ現れる。この日、耽羅は王子久麻芸（久麻伎）、都羅、宇麻を遣わして日本に朝貢した。おそらく8日は筑紫（九州）に到着した日付で、彼らは同時期に来た新羅の使者とともに、しばらく筑紫にとどめられた。8月9日に、賀使だけを受け入れる、という理由で、耽羅の使人は返された。壬申の乱の乱に勝利して即位したばかりの天武天皇は、天智天皇を弔う使者を受けなかったのである。